# Тунзи (Дагестан)
Тунзи́ — село в Гергебильском районе Дагестана . Входит в состав сельского поселения «Сельский совет „Хвартикунинский“». Моноэтническое аварское село.

## Географическое положение
Расположено в 8 км к юго-западу от села Гергебиль.

## Население
| 1926 | 1939 | 1970 | 1989 | 2002 | 2010 | 2021 |
| ---- | ---- | ---- | ---- | ---- | ---- | ---- |
| 263  | ↗329 | ↘194 | ↘83  | ↗110 | ↗139 | ↘75  |

## Известные уроженцы
- Зайнулабидов, Максуд Магомедович — Народный поэт Дагестана.